# Luis Montero
Luis Montero, né le 6 avril 1993, à Saint-Domingue, en République dominicaine, est un joueur domicain de basket-ball. Il évolue au poste d'arrière.